# 保羅·鮑爾斯

保羅·鮑爾斯

保羅·弗雷德里克·鮑爾斯（Paul Frederic Bowles，1910年12月30日—1999年11月18日）是美國作曲家、小說家、翻譯家與海外國民。1947年起他長居摩洛哥丹吉爾直到逝世。他最著名的長篇小說是《遮蔽的天空》，1990年被義大利導演貝納多·貝托魯奇改編成電影。

## 長篇小説
- 《遮蔽的天空》The Sheltering Sky（1949年）
- Let It Come Down（1952年）
- The Spider's House（1955年）
- Up Above the World（1966年）